# Château d'Anjou

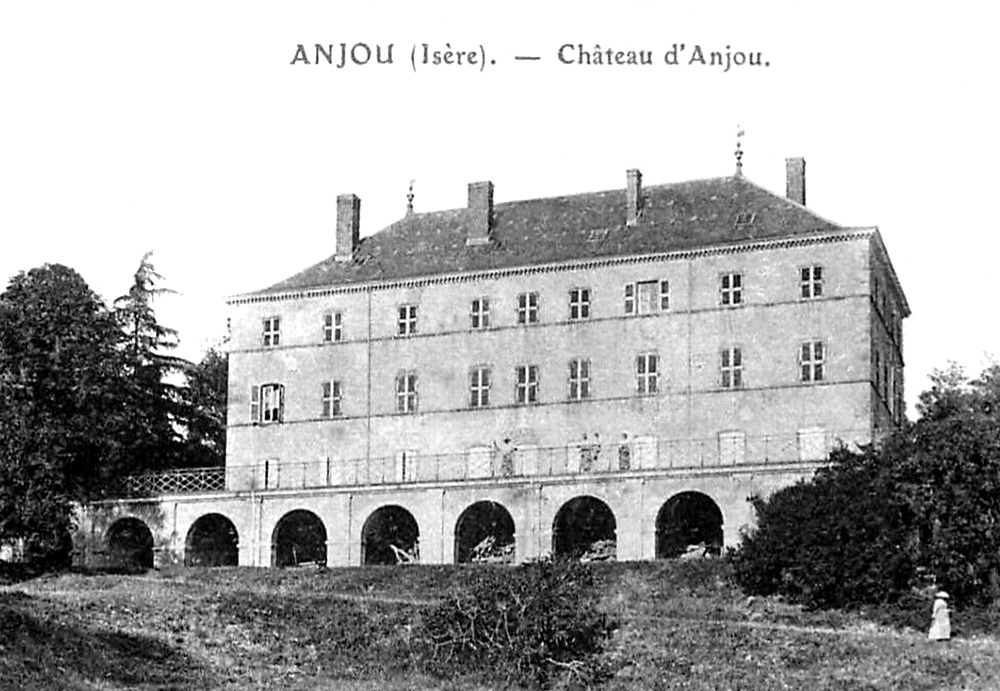

Le château d'Anjou est situé à Anjou, en France.

## Situation
Le château est situé dans la commune d'Anjou, dans le département de l'Isère et la région Auvergne-Rhône-Alpes. 

## Description
Le château et son parc de 10 ha sont inscrits au titre des monuments historiques par arrêté du 13 mars 2009.
Ouverts à la visite public, le château d'Anjou se trouve en face du château d'Albon, en traversant la Valloire.

## Historique
En 1794, le domaine est acquis par la famille Jourdan. Sébastien Jourdan y installe une fabrique de draps. Des bâtiments de la fabrique il ne reste rien. Seul le château XVIIIe siècle et le parc subsistent.

## Protections
Éléments protégés : le château façades et toitures et, pour sa partie intérieure, le vestibule (escalier et rampe en fer forgé, hall, chapelle) , la grande salle à manger, la salle du soubassement couverte de peintures murales ; les dépendances, façades et toitures (dont la salle de bal, la galerie des musiciens, la charpente ouvragée) , les jardins, le parc avec leurs éléments maçonnés, le système hydraulique et la clôture.